# Marco Aurelio Zani de Ferranti
Pour les articles homonymes, voir Ferranti.
Marco Aurelio Zani de Ferranti est un musicien italien, guitariste virtuose et compositeur pour son instrument né à Bologne le 23 décembre 1801, mort le 28 novembre 1878 à Pise.

## Biographie
Marco Aurelio Zani de Ferranti d'abord étudie le violon pendant quatre ans, avant de se consacrer à la guitare à partir de l'âge de seize ans. Bien qu'issu d'une famille noble, il se démarque rapidement de ses origines en soutenant les partisans de Garibaldi. 
En 1820, il se rend à Paris, à l'époque véritable capitale culturelle pour la guitare, puis il donne des concerts en Russie, en Allemagne avant de revenir à Paris, pour finalement s'établir à Bruxelles. 
Il a reçu de nombreux éloges de la part d'illustres contemporains tels que Paganini : « un artiste supérieur », Rossini : « ...vos compositions suaves et harmonieuses assurent une ère nouvelle à cet instrument qui tombait dans l'oubli » ou Berlioz : « incomparable guitariste ».
Il fut également passionné de littérature et laisse près de trois cents petits essais sur des sujets musicaux, sociologiques ou littéraires, des traductions de Lamartine, et un essai sur la Divine comédie de Dante.

## Œuvres

### Guitare
- Op. 1 - Fantaisie variée sur l'air 'Wan I in der fruh auf steh' : composée pour guitare seule
- Op. 2 - Rondo des Fées - Capriccietto pour la Guitare
- Op. 3 - Six nocturnes bibliques : composés pour guitare seule
- Op. 4 - Fantaisie caprice composée pour guitare seule
- Op. 5 - Fantaisie variée sur 'Le carnaval de Venise' : pour guitare seule
- Op. 6 - Loin de toi : caprice pour guitare seule
- Op. 7 - Fantaisie variée sur la romance d'Otello 'Assisa a pie d'un Salice' : pour guitare seule
- Op. 8 - Divertissement pour guitare seule sur trois romances anglaises favorites
- Op. 9 - Nocturne sur la dernière pensée C. M. de Weber pour guitare seule
- Op. 10 - Fantaisie variée sur l'air favori 'O cara memoria' (de Caraffa)
- Op. 11 - 24 caprices
- Op. 20 - Fantaisie variée

### Deux guitares
- Concertante pour deux guitares (ms)
- Trois Souvenirs de Moïse (ms)
- Chanson d’amour (ms)
- Barcarolle (ms)
- Tu es le repos (ms)
- Nocturne (ms)

### Trois guitares
- Polonaise Concertante (ms)

### Guitare et flûte
- Fantaisie variée sur l’ouverture de Guillaume Tell (ms)

### Guitare et piano
- Trois souvenirs de Moïse (perdu)
- Concertino (ms)
- Caprice pour guitare et piano (ms)
- La Ronde des Fées (perdu)
- Scène et valse du Sabbat (perdu)
- Sicilienne originale (perdu)
- Ma dernière fantaisie (perdu)
- Cenerentola (perdu)
- Grand Rondo (perdu)

### Guitare et quatuor à corde
- Trois Souvenirs de Moise (perdu)
- God save the King (perdu)
- Rondo Fantastique (perdu)
- Fantaisie variée sur la chansonette du Carnaval de Venise (perdu)
- Grand Concerto (perdu)
- Six Melodies Bibliques (perdu)
- Grand Rondo de Concert (perdu)

### Voix et guitare
- Chant Scandinave
- Les plaintes de Timbrio
- Adieu pour toujours (partie vocale perdue)

### Ouvrages théoriques
- Essai sur l’art de jouer de la guitare (perdu)
- La guitare
- Méthode complète de guitare (incomplète) (ms)